# گغاروت (رود)
گغاروت (به ارمنی: Գեղարոտ) رودی است در کشور ارمنستان که در استان آراگاتسوتن جریان دارد که از آراگاتس سرچشمه می‌گیرد و به رود کاساغ می‌ریزد. طول آن ۲۵ کیلومتر (۱۶ مایل) و مساحت حوضه آبخیز (دبی) آن ۶۶ کیلومتر مربع می‌باشد.

## نگارخانه

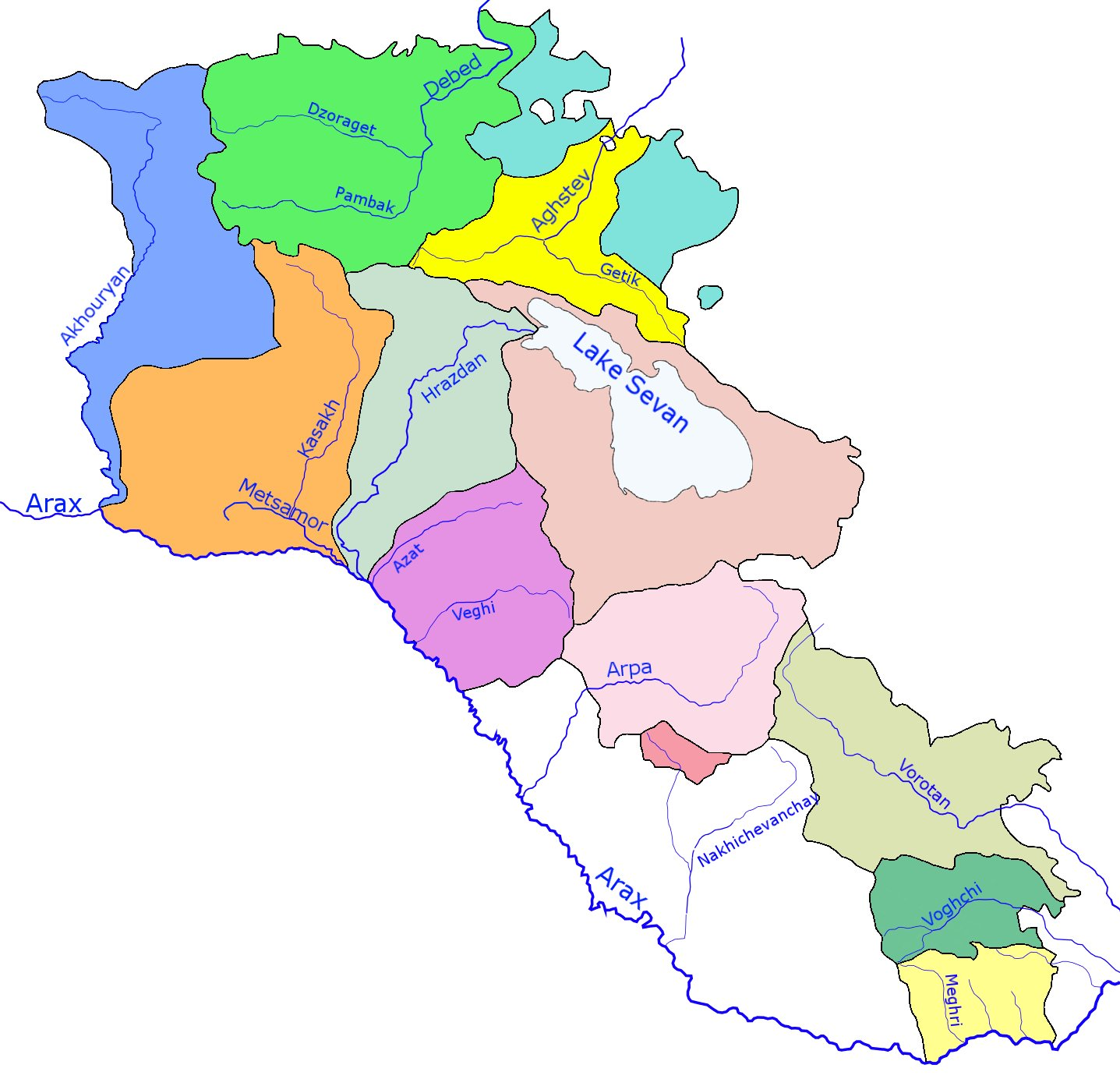